# Jérôme Dufromont
Jérôme Dufromont (Kortrijk, 13 de fevereiro de 1913 - Kuurne, 23 de outubro de 1986) foi um ciclista belga que foi profissional entre 1936 e 1951.
Em seu palmarés destaca a vitória ao Tour do Norte e a Copa Sels.

## Palmarés
- 1939
  - Vencedor de uma etapa do Tour do Norte
- 1939
  - 1.º no Tour do Norte
  - 1.º no Tour do Leste
- 1946
  - 1.º na Copa Sels
  - 1.º no Omloop der Grensstreek
- 1947
  - Vencedor de uma etapa da Volta à Bélgica
  - 1.º no GP Prior